# Acantholycosa azheganovae
Acantholycosa azheganovae là một loài nhện trong họ Lycosidae.
Loài này thuộc chi Acantholycosa. Acantholycosa azheganovae được Lobanova miêu tả năm 1978.